# Carol Davila
Carol Davila (Parma, 1828-Bucarest, 1884) fue un médico francés activo en Rumanía.

## Biografía
Nacido el 8 de abril de 1828 en la ciudad italiana de Parma en el seno de una familia francesa, realizó sus estudios en Francia y en 1849 trabajaba en el laboratorio de la Facultad de Medicina de la Universidad de Angers.

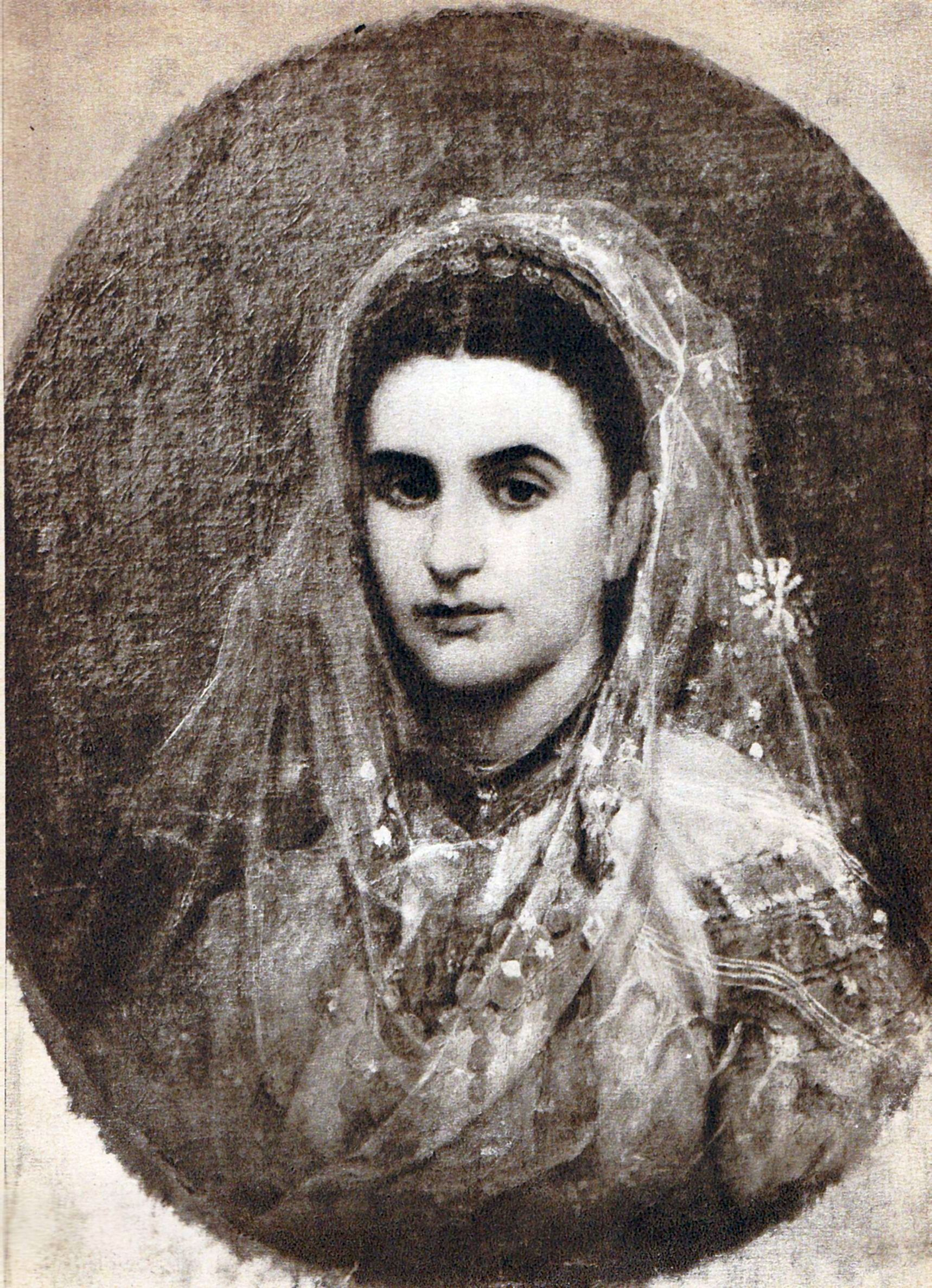
Ana Davila, esposa de Carol Davila.

En 1852, tras aprobar su tesis de médico en la Universidad de París, fue enviado a Bucarest por el gobierno francés a petición del príncipe Stirbey, para organizar un cuerpo médico en Rumania y fue nombrado médico jefe del ejército. Fundó una escuela de medicina bajo su dirección y un jardín botánico en Cotroceni, además de la escuela de farmacia. Un año después fundó la escuela de veterinaria y la sociedad médica. Las escuelas bajo su dirección tuvieron un desarrollo tan grande que el gobierno francés reconoció un año después la equivalencia de las escuelas rumanas de medicina y farmacia con las francesas. En 1860, Davila logró establecer un asilo en Cotroceni con la protección de Elena Cuza. Luego, junto con el doctor Alphonse Lebiez, sentó las bases del museo de anatomía y, junto con el doctor Alfred Bernard-Lendway, estableció el museo de química. Davila, que intervino como médico en la guerra franco-prusiana (1870) y en la liberación de Bulgaria (1877), falleció el 26 de agosto de 1884 en Bucarest.
La Universidad de Medicina y Farmacia de Bucarest lleva su nombre.